# Cirrhochrista pulchellalis
Cirrhochrista pulchellalis là một loài bướm đêm trong họ Crambidae.